# Кружков, Владимир Семёнович
Влади́мир Семёнович Кружко́в (3 (16) июня 1905, Санкт-Петербург, Российская империя — 11 мая 1991, Москва, РСФСР) — советский философ и партийный деятель. Специалист в области истории русской общественной мысли и эстетики. Член-корреспондент АН СССР по Отделению экономических, философских и правовых наук (философия) с 23 октября 1953 года.

## Биография
Член РКП(б) с 1925 года. Окончил Академию коммунистического воспитания им Н. К. Крупской (1931) и аспирантуру философского факультета Коммунистического университета преподавателей общественных наук (1933). С 1932 года вёл преподавательскую работу по философии, профессор (1940). Член Бюро внешнеполитической пропаганды (1941—1942) и Советского информационного бюро (1942—1943); заместитель редактора журнала «Война и рабочий класс» (1943—1944).
Работал в аппарате ЦК ВКП(б) (КПСС): директор института Маркса — Энгельса — Ленина при ЦК ВКП(б) (1944—1949), заместитель, 1-й заместитель заведующего Отделом пропаганды и агитации (1949—1950), заведующий Отделом художественной литературы и искусства (1950—1953), заведующий Отделом пропаганды и агитации (1953—1955). Член Центральной Ревизионной Комиссии КПСС (1952—1956). В 1950 году защитил диссертацию на соискание учёной степени доктора философских наук.
В 1955 году, наряду с несколькими партийными идеологами, стал фигурантом сексуального скандала («дела гладиаторов»), вследствие чего лишился должности в ЦК и был отправлен в Свердловск. Профессор УрГУ (1955—1961), одновременно редактор газеты «Уральский рабочий».
В 1961—1973 годах — директор Института истории искусств Министерства культуры СССР.
Похоронен на Кунцевском кладбище.

## Основные работы
- «Д. И. Писарев: философские и социально-политические взгляды» (1942)
- «Основные особенности классической русской философии» (1944)
- «Классики русской философии: Белинский, Герцен, Чернышевский, Добролюбов» (1945)
- «Мировоззрение Н. А. Добролюбова» (1950; 2-е изд. 1952)
- «Ленин и искусство» (1969, редактор)
- «Н. А. Добролюбов: жизнь, деятельность, мировоззрение» (1976). — Москва: Наука, 1976. — 431, [1] с.: портр. [1] л.; 22 см. — Библиография в подстрочных примечаниях.- Библиографический список: с. 425.- 19000 экземпляров.- (в переплёте)

Редактор изданий философских сочинений Д. И. Писарева (1944, 1949), М. А. Антоновича (1945), автор вступительных статей к ним. Член авторского коллектива краткой биографии И. В. Сталина (1947; 4-е изд. 1951).

## Награды и премии
- орден Отечественной войны 1-й степени (23.09.1945)
- 2 ордена Трудового Красного Знамени (10.06.1945; 20.08.1986)
- медали
- Сталинская премия третьей степени (1952) — за научный труд «Мировоззрение Н. А. Добролюбова» (1950)